# José Cardozo
José Saturnino Cardozo Otazú, mais conhecido como José Cardozo (Nueva Italia, 19 de Março de 1971), é um treinador e ex-futebolista paraguaio que atuava como atacante.

## Carreira
Cardozo começou sua carreira em 1988, fazendo sua estréia para o River Plate do Paraguai. Após quatro anos, mudou-se para o St. Gallen, onde jogou de 1990 a 1992. retornou à América do Sul em 1993, onde atuou no Universidad Católica, ajudando o time a chegar a final da Copa Libertadores de 1993. no ano seguinte, voltou a sua terra natal, para atuar no Olimpia, em seguido jogou pelo Toluca. devido a boa atuação no time mexicano, ganhou os prêmios de melhor jogador paraguaio nos anos 2000, 2002 e 2003, e o de sul-americanos no ano de 2002. em 2005, acertou com o San Lorenzo, onde foi seu último clube na carreira.
Na seleção Paraguaia, Cardozo jogou as copas de 1998 e 2002, e estaria convocado para a Copa de 2006, mas após se machucar nos treinos, foi sacado da delegação. alem disso esteve na Seleção Olímpica, por onde foi medalha de prata nas Olimpíadas de 2004.
Em 2006 iniciou sua carreira de treinador, no Olimpia, onde esteve como treinador interino, após a renúncia de Oscar Paulin. no ano seguinte, foi assistente no Indios de Juarez, e em 2009, voltou ao Olimpia, por onde ficou até 2011. e no mesmo ano, comandou o Querétaro.

## Títulos
Paraguai
- Pré-Olímpico Sul-americano: 1992

Olimpia
- Campeonato Paraguaio: 1993

Toluca
- Campeonato Mexicano: 1998, 1999 e 2000 (Verão), 2002 (Apertura)
- Liga dos Campeões da Concacaf: 2003